# Kumonga
Kumonga (en japonés: クモンガ) es un kaiju arácnido creado en 1967 por la compañía Toho para la saga de las películas de Godzilla. Debutó en la película Kaijū-tō no Kessen Gojira no Musuko. Apareció en total en cinco películas, ocho videojuegos y cuatro cómics.
En la serie Showa tiene 45 metros de altura y 8 000 toneladas métricas de peso; en la serie Millennium tiene 35 metros de altura, 60 metros de longitud y 30 000 toneladas métricas de peso.

## Nombre
El nombre del kaiju, Kumonga, viene de la palabra クモ (kanji: 蜘蛛 kumo) que significa «araña».
El Kumonga de Kaijū-tō no Kessen Gojira no Musuko es a veces llamado Kumonga de la 1.ª Generación (１代目クモンガ Ichidaime Kumonga), el de Kaijū Sōshingeki: Kumonga de la 2.ª Generación (２代目クモンガ Nidaime Kumonga) y el de Gojira: Fainaru Wōzu: Kumonga de la 3.ª Generación (３代目クモンガ Sandaime Kumonga).
El monstruo cuenta también con otros apodos, tales como: Araña Enorme (巨大グモ Kyodai Kumo), Gran Monstruo Araña (o Gran Monstruo Arácnido, 大蜘蛛怪獣 Ōkumo Kaijū), Monstruo Araña Venenoso (o Monstruo Arácnido Venenoso, 毒蜘蛛怪獣 Doku Kumo Kaijū); Spiga, Speiga, Spiega, Aspiega, Smegor (en la versión estadounidense).

## Descripción
Kumonga es una araña gigante, tiene un cuerpo negro con rayas de color dorado. Su cuerpo tiene algunos mechones de color negro, sobre todo en el área de las patas. Tiene ocho patas, cada una de las cuales cuenta con tres articulaciones. La araña posee seis grandes ojos colocados en la cabeza, los cuales son de color púrpura o azul.
En la película Gojira: Fainaru Wōzu, Kumonga tiene más rayas doradas y son más brillantes.
Cuenta también con unos quelíceros y colmillos en la zona bucal. En la serie Showa su boca está llena de cuerdas urticantes y es capaz de lanzar hilos de telaraña venenosa, esos rasgos no están presentes en su diseño de la serie Millennium.

## Origen
De acuerdo con las investigaciones del Doctor Matsumiya, Kumonga es una especie autóctona de la isla Solgell, donde llevaba años en estado de letargo, inactiva, en un valle. No se sabe si sufrió mutaciones debido a la radiactividad, como pasó en el caso de las mantis religiosas gigantes, Kamacuras, las cuales llegaron a tener 45 metros de altura.

## Historia de Kumonga
Bajo la superficie del llamado "Valle de Kumonga" en la lejana isla Sogell habitaba una araña de dimensiones colosales que si bien permanecía en un largo estado de invernación la mayor parte de su vida cada cierto tiempo emerge a la superficie para capturar y matar a una presa inyectándole su potente veneno y finalmente devorarla, a diferencia de lo que sucedió con Kamacuras siendo originarias de la Isla Sogell no se sabe si la lluvia radiactiva que cayó en la Isla fue la causante de que creciera a ese tamaño o si ha tenido de forma natural siempre ese tamaño de 45 metros de altura. En cualquier caso el primer contacto de la humanidad con Kumonga se dio en 1967 cuqando esta despertaba luego de que varias rocas cayeran sobre la zona donde permanecía inactiva.

## Era Showa

#### Son of Godzilla/ Kaijū-tō no Kessen Gojira no Musuko
Durante el intento de proteger a Saeko Matsumiya de las Kamacuras, Minilla accidentalmente llega al valle de Kumonga, despertándola de su letargo. Kumonga ataca a Saeko y Goro Maki cuando esos intentaban conseguir llegar hasta la cueva de Saeko; al final logran escapar de la araña gigante. Kumonga los sigue e intenta entrar en la cueva y atacar de nuevo, atrapándolos allí. Finalmente, Kumonga abandona la caverna y atrapa a las Kamacuras y Minila en su red de telaraña; mata a las mantis religiosas con su veneno, pero Godzilla llega justo a tiempo para salvar a Minila, su hijo, del mismo final. Kumonga y Godzilla pelean, la araña hace daño en el ojo del lagarto gigante y lo atrapa en su tela de araña. Minila viene a ayudar a su progenitor y los dos reptiles juntos logran abatir a la enorme araña mutada con su aliento atómico dejándola en llamas.

#### Invasión extraterrestre/ Kaijū Sōshingeki
A finales del siglo XX, una segunda Kumonga vive en la Isla de los Monstruos junto con otros kaiju. Un día, los Kilaaks atacan la isla y toman control de los monstruos para enviarlos luego a atacar varias ciudades del mundo. Después de que los humanos cortaron la conexión entre los alienígenas y los kaiju que controlaba a esos últimos, Kumonga y otros habitantes de la Isla de los Monstruos atacan la base de los extraterrestres en el monte Fuji. Los Kilaaks responden enviando al King Ghidorah al ataque contra los monstruos de la Tierra. Kumonga, junto a Mothra, atrapan al kaiju alienígena en su red de telaraña y seda. Después de todo eso vuelven a su isla y siguen viviendo en paz y tranquilidad.

#### Godzilla vs Gigan/ Chikyū Kōgeki Meirei: Gojira tai Gaigan
En estas películas Kumonga aparece solo en unas cuantas tomas cortadas de las películas anteriores.

## Era Millennium

#### Godzilla: Final Wars
En pleno siglo XXI, Kumonga aparece en Arizona y destruye un parque, después de eso es teletransportada por los Xiliens para atacar el mundo, diciendo que lo quieren salvar. Sin embargo, los verdaderos motivos de los Xiliens son revelados y el Controlador del Planeta X libera a todos los monstruos y los manda a atacar las mayores ciudades de la Tierra. En respuesta, las Fuerzas de Defensa de la Tierra liberan a Godzilla del Área G y lo mandan a combatir contra los monstruos de los Xiliens. El Controlador manda a Kumonga a Nueva Guinea para luchar contra Godzilla. Kumonga, gracias a su habilidad de saltar alto, es capaz de evitar los ataques del reptil gigante, y lo atrapa en su telaraña. Godzilla logra agarrar una hebra de la tela de araña enorme, se libera y vence a su enemigo lanzándola lejos y posiblemente matándola.

## Godzilla: planeta de los monstruos (Godzilla Earth)
Su última aparición relevante en la saga de Godzilla hasta la fecha sería en el universo anime de Godzilla: Planeta de los monstruos, donde se limitó a ser solo una molestia en vez de un problema real, apareció en EE. UU., luego del desastre causado por Godzilla Earth mientras que versiones más pequeñas llegaron a habitar igualmente en África y Sudamérica, mismas que con el paso del tiempo empezaron a expandirse por todo el mundo hasta que finalmente Godzilla terminó con todas las especies o variantes de Kumonga.

## Godzilla: Singular Point
Apareciendo en el episodio 8 de la serie Godzilla: Singular Point, Kumonga esta vez es representada como una especie de Kaiju parásito, que se estaban alojando dentro del cadáver de un gran ejemplar de Manda, luego de emerger del cadáver estos parásitos hicieron su propio nido en una fábrica en el muelle cercano. Aquí tienen un menor tamaño que en sus anteriores versiones; son de un color verde oscuro con rayas amarillas, patas delanteras similares de los bazos de Megalon, tiene ojos azules. Estos parásitos se portaban muy agresivos hacia los humanos que estaban en la zona, algunos de estos parásitos murieron a manos de Jet Jaguar y su lanza, el problema aparentemente había terminado pero más de estos Kumonga aparecieron poco tiempo después para iniciar un nuevo combate en donde Jung la inteligencia artificial que ahora controlaba a Jet Jaguar demostró ser completamente capaz a varios rivales de forma simultánea saliendo victorioso de este combate a muerte pero aú así no pudieron acabar con todos los Kumonga, pues al menos 2 de estos persiguieron a Yun arikawa y compañía quedando este a la mercéd de estos mortales insectos antes de que el robot apareciera y lo salvará de las garras de estas bestias parásitas. Ls participación de Jet jaguar fue formidable, pero tanto él como los demás presentes todavía no se habían deshecho del monstruo, pues ya al llegar a las afueras de su nido todos los cadáveres se comenzaron a mover en lo que se creía era su sangre en realidad era otra criatura similar en apariencia al antiguo monstruo de Esmog conocido como Hedorah pero de color azul la cual puede unir partes de su cuerpo reviviendo apaprentemente a los monstruos, todo esto al mismo tiempo que Jet Jaguar se vio cara a cara con todo un grupo de Kumonga, pero a pesar de lo difícil que sería Jet Jaguar derroto a estas criaturas gracias a una explosión que sucedió en la fábrica, para así terminar con todas las Kumonga y a Hedorah al mismo tiempo. 

## Cómics de IDW Publishing

#### Godzilla: Legends
Kumonga aparece en el capítulo 5 de Godzilla: Legends. Mientras Godzilla está cruzando las zonas rurales de Mongolia, cae en una trampa de Kumonga. La araña empieza a envolverlo en su tela de araña para dejar su carne para consumirla otro día. Sin embargo, Godzilla quema la tela con su aliento atómico, se libera y empieza a luchar contra el arácnido. Kumonga pierde, intenta huir, pero Godzilla la abate con su cola y la deja inconsciente.

#### Godzilla: Ongoing
Kumonga aparece en la primera entrega del cómic Godzilla: Ongoing. Ataca a los humanos durante la boda de un hombre llamado Urv, amigo de un tal Boxer. Boxer vence a Kumonga y la lleva a la Isla de los Monstruos.

#### Godzilla: The Half-Century War
Kumonga es uno de los muchos kaiju que aparecen en el capítulo 3 de Godzilla: The Half-Century War, durante la Batalla de Ghana en 1975.

#### Godzilla: Rulers of Earth
Kumonga aparece en los capítulos 1 y 9 de Godzilla: Rulers of Earth.
En el 1, está viviendo en un sistema de telarañas dentro del Gran Cañón, en Arizona. Cuando Gaigan cae del cielo después de su batalla contra Anguirus y Rodan, queda atrapado en esas telarañas y Kumonga comienza a luchar contra él. Gaigan escapa y Kumonga es transportada a la Isla de los Monstruos, donde vivió con otros kaiju.
En el 9, aparece una imagen de Kumonga en unas pinturas rupestres en una cueva en la isla Infant.

## Poderes, ataques, habilidades
Kumonga posee habilidades típicas para una araña gigante: mandíbulas y colmillos fuertes, patas capaces de saltar muy alto, etc. En las series Showa es capaz de sobrevivir los ataques atómicos de Godzilla. Su telaraña tiene propiedades venenosas.

## Personalidad
En Kaijū-tō no Kessen Gojira no Musuko es un depredador vicioso y ataca todo lo que ve, atacando también a los humanos (por ejemplo: a Saeko y Goro).
En Kaijū Sōshingeki vive pacíficamente junto a otros kaiju en la Isla de los Monstruos y les ayuda a luchar contra King Ghidorah.
En los principales cómics de Godzilla publicados por IDW Publishing, Kumonga aparece como un monstruo al cual le gusta atacar y luchar, sin embargo, al final del arco argumentativo de Godzilla: Ongoing, llega a ser un aliado leal de los monstruos terrestres contra los monstruos alienígenas que los atacaban. En Godzilla: Rulers of Earth, Kumonga participa en la Batalla de Los Ángeles contra los Trilopodes al lado de los monstruos terrestres.

## Apariciones

### Películas
| Serie      | Año  | Película                                    | Director        | Observaciones                     |
| ---------- | ---- | ------------------------------------------- | --------------- | --------------------------------- |
| Showa      | 1967 | Kaijū-tō no Kessen Gojira no Musuko         | Jun Fukuda      |                                   |
| Showa      | 1968 | Kaijū Sōshingeki                            | Ishiro Honda    |                                   |
| Showa      | 1969 | Gojira-Minira-Gabara: Ōru Kaijū Daishingeki | Ishiro Honda    | tomas de las películas anteriores |
| Showa      | 1972 | Chikyū Kogeki Meirei Gojira tai Gaigan      | Jun Fukuda      | tomas de las películas anteriores |
| Millennium | 2004 | Gojira: Fainaru Wōzu                        | Ryuhei Kitamura |                                   |

### Videojuegos
- Godzilla vs. 3 Giant Monsters
- Gojira-kun
- Godzilla: Heart-Pounding Monster Island!!
- Godzilla Movie Studio Tour
- Godzilla: Trading Battle
- Godzilla Generations
- Godzilla: Kaiju Collection
- Godzilla (PlayStation 3 / PlayStation 4)

### Cómics
- Godzilla: Legends
- Godzilla: Ongoing
- Godzilla: The Half-Century War
- Godzilla: Rulers of Earth